# Placówka Straży Celnej „Kamiennik”

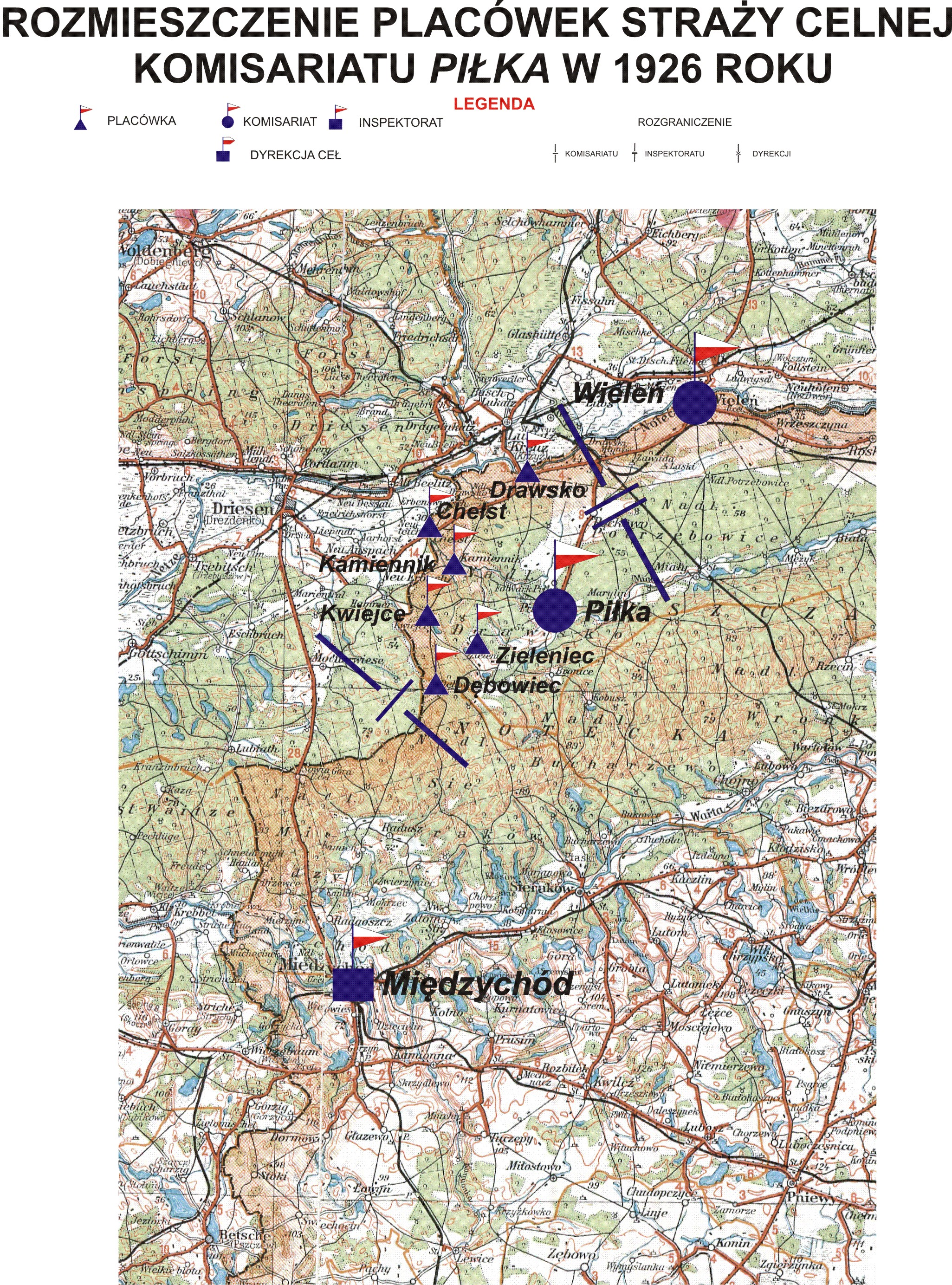
Rozlokowanie placówek Straży Celnej Komisariatu Piłka w 1926

Placówka Straży Celnej „Kamiennik” – jednostka organizacyjna Straży Celnej pełniąca w okresie międzywojennym służbę ochronną na granicy polsko-niemieckiej.

## Formowanie i zmiany organizacyjne
Na wniosek Ministerstwa Skarbu, uchwałą z 10 marca 1920 roku, powołano do życia Straż Celną. Od połowy 1921 roku jednostki Straży Celnej rozpoczęły przejmowanie odcinków granicy od pododdziałów Batalionów Celnych. Proces tworzenia Straży Celnej trwał do końca 1922 roku. Placówka Straży Celnej „Kamiennik” weszła w podporządkowanie komisariatu Straży Celnej „Piłka” z Inspektoratu SC „Międzychód”.  W strukturach nowo powstałej formacji placówki „Kamiennik” nie odtworzono.
W drugiej połowie 1927 roku przystąpiono do gruntownej reorganizacji Straży Celnej. W praktyce skutkowało to rozwiązaniem tej formacji granicznej. Ochronę północnej, zachodniej i południowej granicy państwa przejęła powołana z dniem 2 kwietnia 1928 roku Straż Graniczna.

## Funkcjonariusze placówki
Kierownicy placówki
| stopień    | imię i nazwisko, numer | okres pełnienia służby | kolejne stanowisko |
| ---------- | ---------------------- | ---------------------- | ------------------ |
| przodownik | Jan Adamczak (252)     | był w 1926             |                    |

Obsada personalna placówki w 1926:
- przodownik Jan Adamczak (252)
- starszy strażnik Józef Ziołek (389)
- starszy strażnik Bartłomiej Cichoszewski (621)
- strażnik Stanisław Klocek (945)
- strażnik Jan Dobiegała (834)
- strażnik Wincenty Ratajczak (441)
- strażnik Jan Głowacki (3148)
- strażnik Walenty Błaszak (3270)
- strażnik Franciszek Lisek (3283)
- strażnik Walenty Lisiak (2969)
- strażnik Tomasz Helak (950)
- strażnik Wacław Maślankiewicz (112)